# Kvinnofrågan i Sverige
Kvinnofrågan i Sverige avser den övergripande frågan om utvecklingen av kvinnors rättigheter i det svenska samhället, huvudsakligen under 1800-talet. Termen syftar på kvinnans särställning i det svenska samhället vid 1800-talets början och associeras till den kamp som kvinnan förde för ökade rättigheter under denna tid, samt utvecklingen av det svenska samhället under den första vågens feminism. Skribenten Alice Quensel sammanfattar kvinnofrågan som kvinnans inpassning i den nya sortens svenska samhälle som uppstod under 1800-talet, som konsekvens av de enorma tekniska utvecklingarna som industrialiseringen av Sverige medförde.

## Kvinnofrågans uppkomst
Kvinnofrågan uppstod som begrepp som en konsekvens av den omfattande samhällsförändringen i Sverige i samband med industrialiseringen. I det föregående ståndsamhället var befolkningen självförsörjande, vilket gav kvinnan en tydlig roll i samhället och gjorde henne till en nödvändig del i produktionen. Då hushållet under denna tid var den främsta produktionsplatsen, var kvinnoarbetet i hemmet en väsentlig del i samhällets verksamhet. 
I samband med industriella revolutionens intåg i Sverige kom detta vid 1800-talets början att förändras. Industrialiseringens effektivisering ledde till att produktionen förflyttades från hemmet till fabrikerna. I samband med detta blev många kvinnor kvar i hemmet medan mannens arbetsplats förflyttades utanför hushållet, till fabrikerna. De kvinnor som tvingades arbeta i industrierna fick betydligt lägre löner än männen då arbetet var fysiskt krävande. Då männen hade en uppenbar fördel i fysiskt arbete ansågs kvinnorna således inte utföra ett lika bra arbete som männen.
I bondesamhället kunde så gott som alla ogifta kvinnor fylla en plats som hjälpredor i andras hus. Men storindustrin gjorde massor av dessa kvinnor arbetslösa. Industrin sög inte bara till sig hantverkarens arbete – den övertog också många av de sysslor som tidigare utfördes av kvinnorna i hemmen. Nöd blev därför ofta den ogifta kvinnans lott under industrialiseringens första tid. Hon var utestängd från rätten att driva yrke eller näring, och de flesta kvinnor hade inte rätt att ärva mer än hälften så mycket som deras bröder. Endast inom präste- och borgarstånden var arvsrätten lika för broder och syster. Men de båda jordbrukande stånden ville framför allt bevara släktjorden åt släktens manliga medlemmar och fasthöll därför segt vid de gamla arvslagarna från Birger jarls tid.
Dessa samhällsförändringar resulterade i ett minskat kvinnligt inflytande på produktionen, samt en kraftigt etablerad tanke om kvinnan i hemmet och mannen på arbetsmarknaden. Samhällsförändringen gav upphov till ifrågasättande av kvinnans begränsade roll och samhällets patriarkala struktur, vilket kom att leda till kvinnofrågans utbredning i, och påverkan på, det svenska samhället.
Redan år 1822 hade Anders Lindeberg i Stockholmsposten tagit till orda för att staten skulle sörja för bildningens höjande även bland kvinnorna, för deras utbildning till dugande medborgare och lämna dem tillträde till de yrken och befattningar som de hade anlag för. Han såg däri framför allt ett medel att höja sedligheten, särskilt i Stockholm, där det moraliska förfallet, såsom han skrev, "för närvarande är beklagligen så stort och rysligt, att envar, som någorlunda känner det, förvånas över att någon gnista av sedlighet och ordning ännu finnes kvar bland detta släkte. Det finnes", fortsätter han, "bland de lägre klasserna, åtminstone inom huvudstaden, knappt någon enda flicka, som tvekar att sälja sig, då ett antagligt anbud göres." En av direktörerna för barnhuset hade sex år tidigare i ett officiellt betänkande uttalat: "Sedligheten hos den lägre och tjänande folkklassen av kvinnokönet är så försvunnen, att bland ett antal av 10 kan man antaga, att 9 antingen haft ett eller flera barn eller ock snart få det." En av de viktigaste orsakerna till detta förhållande låg enligt direktören i kvinnans djupa okunnighet och bristen på möjligheter för henne att försörja sig med arbete utanför hemmet.
Samma åsikter framfördes på riksdagen 1856–58 av den framstående astronomen Mortimer Agardh, som påstod att alla utlänningar som besökt Stockholm funnit denna huvudstad vara den sedeslösaste i Europa. Det tillskrev han den svenska kvinnans ofria och beroende ställning.

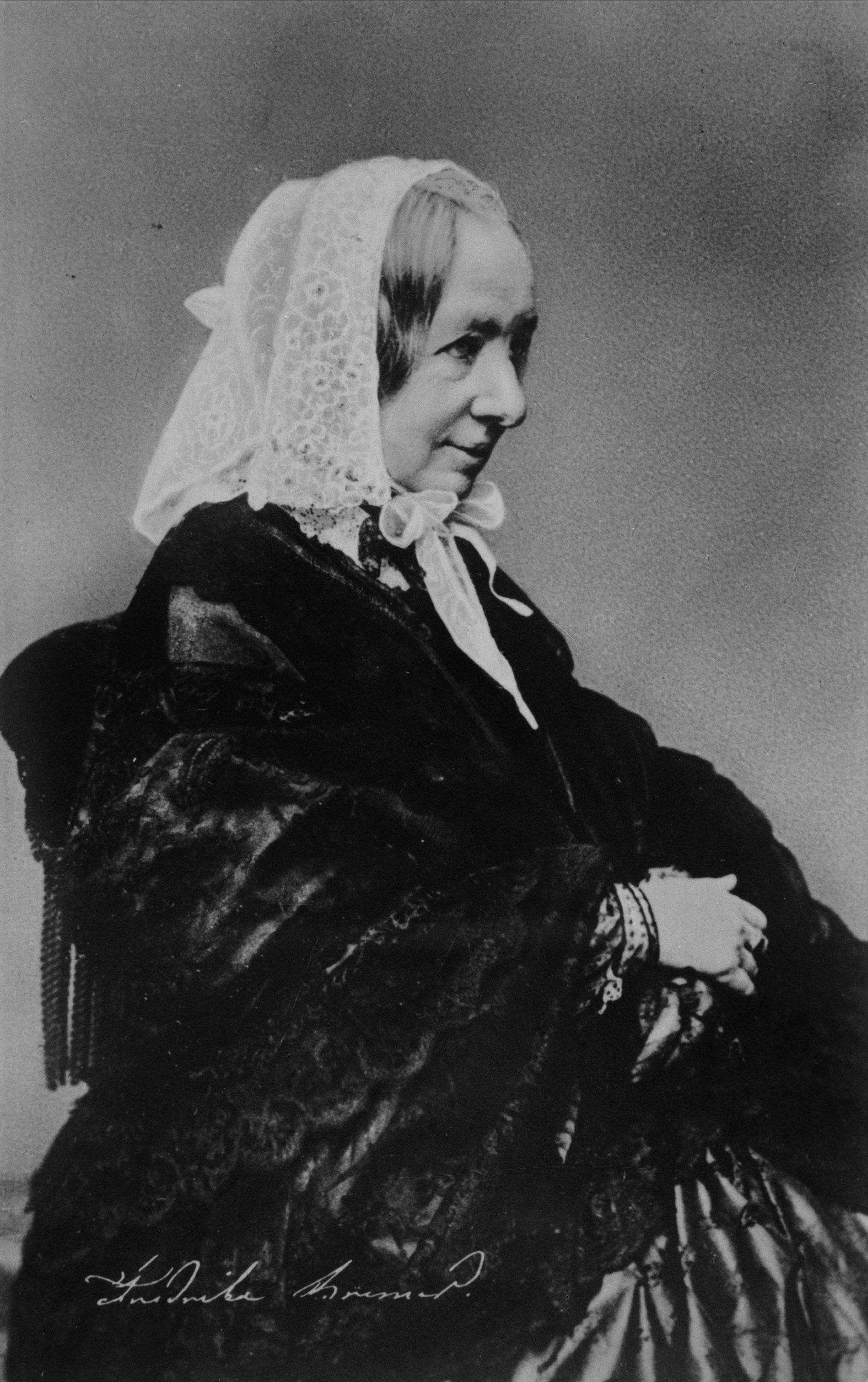
Fredrika Bremer, 1801-1865, svensk författare och kvinnorättskämpe under 1800-talet.

## Myndighetsfrågan
Frågan gällande kvinnans myndighet satte sin prägel på det svenska samhället under 1800-talet. Kvinnorörelsens framsteg i myndighetsfrågan blev särskilt påtagliga under 1800-talets andra hälft. Kvinnan var fram till mitten av 1800-talet omyndig och stod under en giftomans förmyndarskap, såvida hon inte var änka, eller var en ogift kvinna som hade ansökt om och fått beviljad en myndighetsförklaring. Giftomannen var kvinnans förmyndare och ofta var denne hennes fader. Änkan var undantaget för kvinnans annars allmängiltiga omyndighet, då varken fadern eller maken längre var hennes förmyndare.
Ogifta kvinnor hade också sedan 1734 års lag kunnat ansöka om kunglig dispens och vid godkännande bli myndiga. Sådana dispensansökningar var vanliga för särskilt ogifta affärskvinnor och majoriteten av dem blev normalt godkända. Under 1800-talet ökade antalet undantag för kvinnans omyndighet genom så kallade dispensansökningar allt mer. Vid 1858 beviljades även myndighet för ogifta kvinnor från och med 25 års ålder, dock endast genom anmälan till domstolen. År 1863 utvidgades kvinnans rätt till myndighet genom att samtliga ogifta kvinnor över 25 års ålder automatiskt blev myndiga i Sverige. Kvinnokampen fortsatte och ledde till att ogifta kvinnor år 1884 blev myndiga vid 21 års ålder,[källa behövs] samma ålder som för männen. 
Trots att 1800-talets sekel innefattade framsteg i kampen för kvinnlig myndighet, var den svenska kvinnans myndighet vid sekelskiftet ännu inte fullständig. Den gifta kvinnans omyndighet kvarstod till 1920. 1800-talets utvidgande av kvinnans rätt till myndighet lade emellertid grund för möjliggörande av ytterligare rättigheter för de svenska kvinnorna.

## Äktenskapsfrågan
Den kvinnliga äktenskapsåldern var en av frågorna rörande kvinnliga rättigheter som präglade det svenska samhället under 1800-talet. Den huvudsakliga bakomliggande orsaken till att frågan om kvinnans äktenskapsålder blev aktuell under seklet var att antalet ogifta kvinnor ökade under denna tid. En orsak till detta var att ett större antal kvinnor under denna tid antingen gifte sig senare i livet eller inte gifte sig alls. Denna trend resulterade i en ökad försörjningsbörda för fäderna, som var kvinnornas förmyndare till dess att de gifte sig. Således väcktes frågan om en höjd äktenskapsålder för kvinnor.
Förordningen från 1756 hade fastställt äktenskapsåldern för män till 18 år, som enligt tidigare bestämmelse hade varit 21 år. Anledningen till denna ändring var att man misstänkte ett större antal dispensansökningar vid en högre äktenskapsålder. År 1841 återgick man emellertid till en äktenskapsålder på 21 år för män. Däremot beviljades dispens nästan alltid om mannen var över 18 år, kunde försörja en familj, samt hade medgivande från föräldrarna. Kvinnans lagliga äktenskapsålder var vid 1800-talets början 15 år, i enlighet med 1734 års lag. 
Den förhållandevis låga kvinnliga äktenskapsåldern och den påtagliga skillnaden mellan manlig och kvinnlig tillåten ålder för äktenskap kom att ifrågasättas under 1800-talet. Detta då kvinnans låga äktenskapsålder ansågs vara en orsakande faktor till mannens överordnade ställning och således hans makt över kvinnan. Vidare var kvinnan också begränsad i och med giftomannens makt över hennes äktenskap. Då detta inskränkte kvinnans frihet i äktenskap blev även förmyndarens makt ifrågasatt. Resultatet blev att giftomannens inflytande på kvinnans äktenskap successivt minskade under den senare delen av 1800-talet. 
År 1872 upphörde kravet på samtycke från giftomannen i samband med kvinnans äktenskap för ej adlig myndig kvinna och år 1882 blev detta även ett faktum för adlig myndig kvinna. Då den ogifta kvinnan 1865 blivit automatiskt myndig vid 25 års ålder kunde giftomannen därmed endast kontrollera kvinnans äktenskap fram till det att hon fyllde 25 år. I samband med att den kvinnliga myndighetsåldern 1884 sänktes till 21 år blev giftomannens inflytande än mer begränsat. Från och med 21 års ålder fick kvinnan således frihet att själv välja sin partner, utan förmyndarens medgivande.

### Gemensam äktenskapsålder
Under 1800-talet fördes debatt gällande vilken som var den egentliga lämpliga åldern för att ingå äktenskap för man respektive för kvinna, samt hur denna ålder skulle kunna fastställas. Det mest logiska, menade vissa, skulle vara att utefter varje persons individuella mognad avgöra lämplig äktenskapsålder, då alla människor utvecklas olika fort. 
Däremot skulle detta innebära komplikationer då det är svårt att avgöra huruvida en person är mogen för äktenskap eller inte. En lagstiftning baserad på enstaka kännetecken för mognad skulle följaktligen vara omöjlig att uppnå. En gemensam ålder för alla blev således det mer logiska alternativet. I och med tankarna om utökade kvinnliga rättigheter, blev det under denna tid även uppenbart att åldern för tillåtet äktenskap borde vara densamma för kvinna och för man.

### Motsättningar
Diskussionerna gällande en höjd äktenskapsålder för kvinnor möttes emellertid av motsättningar, av flera olika skäl. Oppositionen såg problem i höjandet av åldern för lagligt äktenskap. Man menade att ett förbud mot äktenskap för yngre kvinnor skulle leda till ett större antal olagliga äktenskap, alltså motsatt effekt till vad lagändringen skulle ha som syfte. Det kunde argumenteras för att kvinnor i yngre ålder lättare faller offer för äktenskap. De har med andra ord svårare att stå emot denna frestelse. Man menade att reformen således snarare skulle öka den unga kvinnans lockelse att ingå tidigt äktenskap, istället än att förhindra detta. 
Detta har dock visat sig inte vara fallet, då statistiken har påvisat att det i själva verket inte är de yngsta kvinnorna som lättast frestas till äktenskap. Den mest sårbara åldern har istället visat sig vara 27 år, vilket är långt över gränsen för denna föreslagna höjda äktenskapsåldern.
Ytterligare ett argument mot den höjda äktenskapsåldern för kvinnor var att denna ändring skulle strida mot naturen. Reformförslaget att sätta samma lagliga ålder för män och kvinnors ingående av äktenskap menade vissa var onaturlig då kvinnan sades mogna tidigare än mannen. Denna fråga diskuterades och olika syner på kvinnans mognad i förhållande till mannens uttrycktes. Vissa bemötte påståendet med att även om kvinnan i själva verket mognar tidigare än mannen, har hon i sådant fall lärt sig anpassa sig till denna tidiga mognad och kan därmed behärska den. Således blev argumentet om kvinnans förmenta tidiga mognad irrelevant.

## Lika arvsrätt
På 1844 års riksdag togs ett steg till kvinnans frigörelse genom beslutet om lika arvsrätt för bröder och systrar. Det genomdrevs av de tre ofrälse stånden mot adeln, som ville göra saken till en privilegiefråga. Även i präste- och bondeståndet hade reformen dock talrika motståndare. Högsta domstolens avstyrkte förslaget till ändring av arvslagen, och inom statsrådet var meningarna mycket delade. Föredraganden, Staël von Holstein, avstyrkte riksdagsbeslutets godkännande eftersom det här "icke gällde någon materiell fördel för det allmänna utan endast vissa medborgares enskilda förhållanden men en del av dem, vilka lagen anginge, förklarat sig ej åstunda lagändringen". Trots dessa invändningar sanktionerade kungen reformen år 1845.

## Utbildningsfrågan
I 1571 års kyrkoordning uppmanades städerna att förse barn av båda könen med elementärbildning genom borgarskolor. Denna skolförordning infördes också på landsbygden genom 1686 års kyrkolag, där varje socken tvingades anställa en läromästare eller lärmoster för att lära alla barn av båda kön att läsa, räkna och skriva. Detta var frågan om en icke obligatorisk skola för småbarn, där småflickor fick lära sig baskunskaper som att läsa, skriva och räkna. Från åtminstone 1732 och framåt uppkom privata så kallade mamsellskolor som en erbjöd en form av vidareutbildning för äldre flickor, men denna sekundärutbildning kritiserades för att vara ytlig och oreglerad. 
När den statliga allmänna folkskolan infördes i Sverige 1842 inkluderades både flickor och pojkar i det statliga skolsystemet, men flickor kunde inte gå vidare från grundskolan till gymnasiet och därifrån till universitet. Under första hälften av 1800-talet utvecklades den mer seriösa högre flickskolan, som gradvis började anpassa sin undervisning för att motsvara det statliga gymnasierna för pojkar. Hertadebatten, där Fredrika Bremer hade förespråkat en mer seriös utbildning för flickor i stil med Female seminary i USA, ledde till grundandet av en lärarskola för kvinnor, Klosterskolan (Uppsala) och Lärokurs för fruntimmer, som 1861 resulterade i den svenska statens första institution för utbildning av kvinnor: Högre lärarinneseminariet, som därefter försåg Sveriges flickskolor med formellt utbildade lärare, och den första statliga flickskolan Statens normalskola för flickor, som fick stå som rollmodell för Sveriges flickskolor. Riksdagen tillsatte Flickskolekommittén 1866, som rekommenderade att kvinnor skulle få tillgång till universitetsutbildning. Denna reform infördes stegvis 1870-73, då kvinnor 1870 fick tillstånd att studera medicin och 1873 tillgång även till övriga ämnesområden. 
Trots att staten hade gett flickor tillgång till grundskoleutbildning 1842 och tillgång till universitetsutbildning 1873, förblev utbildningsnivån mellan dessa, gymnasieutbildningen eller sekundärutbildningen, länge försummad. Från 1879 hölls regelbundet Flickskolemöten, konferenser om utvecklingen av flickskolorna i Sverige, där en viss samordning mellan Sveriges flickskolor åstadkoms. Staten intresserade sig för flickskolorna och utfärdade rekommendationer, bidrag och bildade utredningar kring ämnet från 1866 och framåt, men undervisning av flickor ovanför grundskolenivå och under universitetsnivå utlämnades till privata initiativ fram till 1904, när flickor slutligen inkluderades i det statliga skolsystemet även på mellannivå. Under en serie reformer 1904-1909 slussades flickor gradvis in i statliga mellanskolor genom statliga samskolor, även om denna utveckling gick långsamt och inte skulle vara helt slutförd förrän efter andra världskriget.

## Näringsfriheten
Näringsfrihet avser rätten till att delvis etablera och starta företag men också rätten till arbete. Kvinnans möjlighet att arbeta hade i det svenska samhället fram till 1800-talet varit högst begränsad. Normen av kvinnan i hemmet var starkt etablerad och än mer påtaglig i och med Sveriges industrialisering. Det berodde på att männens arbetsplats förflyttades till fabrikerna, varpå kvinnan förväntades stå för tillhandahållning av hushållet. Normen begränsade kvinnans möjlighet till arbete och näringsfriheten var således otillgänglig för kvinnorna. Påtryckningar på det svenska samhället ledde sedermera till riksdagsbeslut under 1800-talet till förmån för kvinnlig näringsfrihet. 

### Den första motionen
Den första motionen som syftade till ökad näringsfrihet för kvinnor väcktes i riksdagen den 12 oktober 1809. Motionen var ett försök att tillåta ogifta kvinnor arbete inom de yrken som ansågs passande för kvinnor. Motionen hade dels som syfte att uppfylla behovet av ökad arbetskraft då många manliga arbetare gått förlorade i finska kriget. Dessutom såg man risk för ett ökat antal änkor och föräldralösa flickor i samband med de i kriget förlorade männen, och att dessa kvinnor utan inkomst skulle bli en belastning på samhället och framför allt fattigvården. Således argumenterades det för att kvinnorna skulle släppas in i det borgerliga näringslivet. 
Detta gav upphov till ytterligare en motion i riksdagen till fördel för kvinnans näringsfrihet. Denna lämnades in 4 november 1809. Allmänna besvärs- och ekonomiutskottets första beredning tog upp båda dessa motioner till behandling den 21 november. Beredningen såg problematik i förslagen, då de skulle innebära att man gick emot den gamla ordningen. En sådan reform skulle dessutom medföra att en helt ny grupp yrkesutövare tillkom och därmed också en ökad konkurrens inom näringarna. Å andra sidan skulle att manlig arbetskraft delvis ersattes med kvinnlig innebära lägre utgifter för arbetsgivarna, då kvinnorna i så fall skulle erhålla lägre löner.
De manliga arbetarna inom borgarståndets hantverkarskikt kände sig emellertid hotade av detta förslag och uttryckte sin kritik till den föreslagna reformen. Även regeringen ställde sig emot förslaget, vilket ledde till att reformen aldrig verkställdes och kvinnan förblev utesluten ur näringslivet, fram till år 1846.

### Näringsfrihetsreformen 1846
Den första avgörande reformen som gick igenom till fördel för den kvinnliga näringsfriheten var förordningen 1846. Denna reform innefattade fabriks- och hantverksordningen som innebar att skillnaderna mellan mäns och ogifta kvinnors rätt till näringsfrihet tillintetgjordes. Myndigförklarade ogifta kvinnor, inklusive änkor och frånskilda kvinnor, fick därmed rätt att arbeta inom handel och hantverk, i såväl städerna som på landsbygden. 
Vissa begränsningar fanns däremot kvar. Den ogifta kvinnans rätt till arbete förutsatte att kvinnan i fråga dels hade begått nattvarden, hade ett gott allmänt anseende, kunde skriva, läsa och räkna, samt kunde rå över sin egen egendom och sig själv (det vill säga var myndigförklarad). Kvinnans skicklighet och kunskaper kunde inom vissa yrken även komma att prövas genom skicklighetsprov, vilket inte var ett faktum för männen.
Diskriminering av kvinnan inom näringslivet var alltså än ett faktum och även de ogifta kvinnorna var fortfarande underordnade männen i arbetet. Exempelvis fortsatte arbete inom handeln att ses som en manlig rättighet. Dessutom medförde reformen inte ökad rätt till arbete för gifta kvinnor, vars näringsfrihet fortsatte att vara obefintlig.

### Folkskollärare
Vid riksdagen 1856–58 väckte Lars Johan Hierta en motion om att kvinnor borde få bedriva undervisning i folkskolorna. Han framhöll att folkskollärarna var så svagt avlönade att de knappt hade mer än en vanlig dagkarl att leva av. Därför blev lärarbefattningarna ofta en sista tillflykt för sådana som inte på annat sätt kunde rädda sig undan fattigdom och nöd. Att höja lärarlönerna medgav dock inte tidens ekonomiska förhållanden, enligt Hierta. En utväg vore därför att använda kvinnor som lärare i folkskolorna, då de med sina långt ringare anspråk skulle reda sig bra på lönen, och genom sin mildhet, sitt tålamod och sin taktfullhet kunde de göra en värdefull insats i uppfostringsarbetet. Genom en kungörelse av år 1859 erhöll kvinnorna också tillträde till folkskollärarbanan.

### Näringsfrihetsreformen 1864
Det slutgiltiga steget i etablerad näringsfrihet i Sverige var reformen 1864. Denna reform fastställdes av Sveriges riksdag 18 juni 1864 och innebar huvudsakligen ett fullständigt upphävande av skråväsendet. Samma år utökades också fabriks- och hantverksordningen vilket medförde en mer omfattande näringsfrihet. Det övergripande syftet med reformen var att alla människor skulle få bedriva affärsverksamhet, inklusive kvinnor.
Således infördes officiellt, i samband med reformen, lika rättigheter till näringsfrihet mellan man och ogift kvinna. Reformen ledde emellertid inte till ett jämställt näringsliv då diskriminering av kvinnor i arbetslivet levde kvar i och med sociala skillnader. Dessutom var gifta kvinnors möjligheter till arbete fortfarande kraftigt inskränkta.